# مايك موردوك
مايك موردوك (بالإنجليزية: Mike Murdock)‏ هو كاتب أغاني ومغني وكاتب أمريكي، ولد في 18 أبريل 1946 في ليك تشارلز في الولايات المتحدة.